# UCI Oceania Tour 2009-2010
El UCI Oceania Tour 2009-2010 fue la quinta edición del UCI Oceania Tour. Se llevó a cabo de octubre de 2009 a septiembre de 2010 donde se disputaron 6 competiciones por etapas en dos modalidades, pruebas por etapas y pruebas de un día, otorgando puntos a los primeros clasificados de las etapas y a la clasificación final; añadiéndose al calendario respecto a la temporada anterior los Campeonatos Continentales en Ruta sub-23 que esta vez se separaron del de sin limitación de edad teniendo cada una puntuación propia, desapareciendo el Campeonato Continental en Ruta y modificándose el nombre del Tour de Wellington por el de Trust House Classic. Además, a pesar de no estar en el calendario, también puntuaron los campeonatos nacionales con un baremo dependiendo el nivel ciclista de cada país y el Campeonato del Mundo al disputarse en Australia. 
El ganador a nivel individual fue el australiano Michael Matthews, por equipos triunfó el Jayco-Skins de Australia, mientras que por países y países sub-23 fue Australia quién obtuvo más puntos.

## Calendario
Contó con las siguientes pruebas, tanto por etapas como de un día.

### Octubre 2009
| Fecha    | Carrera               | Cat. | Ganador         | Equipo del ganador |
| -------- | --------------------- | ---- | --------------- | ------------------ |
| 11 al 17 | Jayco Herald Sun Tour | 2.1  | Bradley Wiggins | Garmin-Slipstream  |

### Noviembre 2009
| Fecha  | Carrera                                 | Cat. | Ganador          | Equipo del ganador       |
| ------ | --------------------------------------- | ---- | ---------------- | ------------------------ |
| 2 al 7 | Tour de Southland                       | 2.2  | Heath Blackgrove | Zookeepers-Cycle Surgery |
| 12     | Campeonato Oceánico Contrarreloj sub-23 | CC   | Michael Matthews | Selección de Australia   |
| 13     | Campeonato Oceánico Contrarreloj        | CC   | Drew Ginn        | Selección de Australia   |
| 15     | Campeonato Oceánico en Ruta sub-23      | CC   | Michael Matthews | Selección de Australia   |

### Enero 2010
| Fecha    | Carrera             | Cat. | Ganador          | Equipo del ganador |
| -------- | ------------------- | ---- | ---------------- | ------------------ |
| 27 al 31 | Trust House Classic | 2.2  | Michael Torckler | Cardno             |

## Clasificaciones
Debido a las pocas pruebas resultó decisivo en la clasificación el Campeonato del Mundo por ello las clasificaciones resultaron más internacionales que de costumbre. Así destacaron en este aspecto los puntos conseguidos en esas pruebas de Thor Hushovd (200), Michael Matthews (96), Yukiya Arashiro (80), John Degenkolb (70), Romain Feillu (70) y Taylor Phinney (60).

### Individual
| Posición | Ciclista          | Puntos |
| -------- | ----------------- | ------ |
| 1        | Michael Matthews  | 235    |
| 2        | Thor Hushovd      | 200    |
| 3        | Jonathan Cantwell | 95     |
| 4        | Jack Bauer        | 93     |
| 5        | Heath Blackgrove  | 85     |
| 6        | Yukiya Arashiro   | 80     |
| 7        | Matt Marshall     | 70     |
| 8        | John Degenkolb    | 70     |
| 9        | Romain Feillu     | 70     |
| 10       | Taylor Phinney    | 60     |

### Equipos
| Posición | Equipo                | Puntos |
| -------- | --------------------- | ------ |
| 1        | Jayco-Skins           | 267    |
| 2        | Fly V Australia       | 248    |
| 4        | Cervélo               | 206    |
| 4        | Endura Racing         | 93     |
| 5        | Bbox Bouygues Telecom | 83     |

| 6  | Drapac Porsche                      | 79    |
| 7  | Thüringer Energie                   | 78    |
| 8  | Vacansoleil                         | 73    |
| 9  | Trek Livestrong U23                 | 65,66 |
| 10 | SpiderTech powered by Planet Energy | 40    |

### Países
| Posición | País          | Puntos |
| -------- | ------------- | ------ |
| 1        | Australia     | 1281   |
| 2        | Nueva Zelanda | 548,48 |

### Países sub-23
| Posición | País          | Puntos |
| -------- | ------------- | ------ |
| 1        | Australia     | 605,5  |
| 2        | Nueva Zelanda | 199,16 |